# Emmanuelle Devos
Emmanuelle Devos (Paris, 10 de Maio de 1964) é uma atriz francesa, vencedora do prêmio César em 2002, por sua performance em Sur mes lèvres.

## Biografia
Sua mãe, a atriz Marie Henriau, sempre a encorajou a seguir carreira nas artes. Sua carreira no cinema começou em 1986 e estende-se até os dias atuais, onde Emmanuelle já contabilizou mais de 50 filmes.

## Carreira
Em 2002 ganhou o prêmio César de melhor atriz pelo filme Sur mês lèvres. Em 2012 fez parte do júri que premia os melhores artistas e produções. Neste ano, também encabeçou o elenco do drama francês O Filho do Outro, de Lorraine Lévy, como Orith Silberg; sobre uma família judaica e outra palestina, que descobrem ter tido seus filhos - agora adolescentes - trocados na maternidade após o parto.

## Filmografia
| Ano  | Título                                        | Título em português                    | Papel                   | Notas                 |
| ---- | --------------------------------------------- | -------------------------------------- | ----------------------- | --------------------- |
| 2013 | Jacky au royaume des filles                   |                                        | Speakerine              |                       |
| 2012 | Rue Mandar                                    |                                        | Rosemonde               |                       |
| 2012 | Le Fils de l'Autre                            | br: O Filho do Outro                   | Orith Silberg           |                       |
| 2011 | Pourquoi tu pleures?                          |                                        | Cécile                  |                       |
| 2011 | La Permission de minuit                       |                                        | Carlotta                |                       |
| 2010 | Quand l'amour s'emmêle                        |                                        | Sophie Lavergne         |                       |
| 2009 | Complices                                     |                                        | Inspetora Karine Mangin |                       |
| 2009 | Angelo, tyran de Padoue                       |                                        | Catarina                |                       |
| 2009 | Bancs publics                                 |                                        | a mãe de Arthur         |                       |
| 2009 | À l'origine                                   |                                        | Stéphane                |                       |
| 2009 | Les Herbes folles                             | pt: Ervas Daninhas                     | Josepha                 |                       |
| 2009 | Les beaux gosses                              | pt: Belos Rapazes                      | A diretora              |                       |
| 2009 | Coco Antes de Chanel                          | br: Coco antes de Chanel               | Emilienne d'Alençon     |                       |
| 2008 | Unspoken                                      |                                        | Grace                   |                       |
| 2008 | Un conte de Noël                              | br: Um Conto de Natal                  | Faunia, amante de Henri |                       |
| 2008 | Tailleur pour dames                           |                                        | Suzanne                 |                       |
| 2008 | Plus tard                                     |                                        | Françoise               |                       |
| 2007 | Deux vies… plus une                           |                                        | Éliane Weiss            |                       |
| 2007 | Ceux qui restent                              |                                        | Lorraine Grégeois       |                       |
| 2007 | J'attends quelqu'un                           |                                        | Agnès                   |                       |
| 2007 | Le créneau                                    |                                        | Camille                 |                       |
| 2005 | Gentille                                      |                                        | Fontaine Leglou         |                       |
| 2005 | La moustache                                  |                                        | Agnès Thiriez           |                       |
| 2005 | De battre mon cœur s'est arrêté               | br: De tanto bater o meu coração parou | Chris                   |                       |
| 2004 | La femme de Gilles                            |                                        | Elisa                   |                       |
| 2004 | Rois et Reine                                 | br: Reis e Rainha                      | Nora Cotterelle         |                       |
| 2004 | Bienvenue en Suisse                           |                                        | Sophie                  |                       |
| 2003 | Rencontre avec le dragon                      |                                        | Gisela von Bingen       |                       |
| 2003 | Il est plus facile pour un chameau…           | pt: É mais fácil um camelo…            | esposa de Philippe      |                       |
| 2003 | Petites coupures                              |                                        | Gaëlle                  |                       |
| 2002 | Au plus près du paradis                       |                                        | jovem moça no cinema    |                       |
| 2002 | L'Adversaire                                  | pt: O adversário                       | Marianne                |                       |
| 2002 | Varsovie-Paris                                |                                        |                         |                       |
| 2001 | Le temps perdu                                |                                        | Anna                    |                       |
| 2001 | Sur mes lèvres                                |                                        | Carla                   | César de melhor atriz |
| 2000 | Aïe                                           |                                        | Claire                  |                       |
| 2000 | Esther Kahn                                   |                                        | Sylvia, a italiana      |                       |
| 2000 | Les cendres du paradis                        |                                        | Ariane                  |                       |
| 2000 | Vive nous!                                    |                                        | Clara                   |                       |
| 2000 | Cours toujours                                |                                        | Sophie                  |                       |
| 2000 | Vertiges                                      |                                        | Doutora Claire Maréchal | (série)               |
| 2000 | Tontaine et Tonton                            |                                        | Justine                 |                       |
| 1999 | Peut-être                                     | pt: Além do meu futuro                 | Juliette                |                       |
| 1999 | La vie ne me fait pas peur                    |                                        |                         |                       |
| 1999 | La tentation de l'innocence                   |                                        |                         |                       |
| 1999 | La finale                                     |                                        | Marie-France Victoire   |                       |
| 1999 | Roule ma poule                                |                                        | France                  |                       |
| 1998 | Les grands enfants                            |                                        | Constance               |                       |
| 1998 | Un mois de réflexion                          |                                        | Marianne                |                       |
| 1997 | Artemisia                                     | Artemísia                              | Costanza                |                       |
| 1997 | I Le déménagement                             |                                        | Tina                    |                       |
| 1997 | La vérité est un vilain défaut                |                                        | Marie                   |                       |
| 1996 | Anna Oz                                       |                                        | Corinne                 |                       |
| 1996 | Comment je me suis disputé… (ma vie sexuelle) |                                        | Esther                  |                       |
| 1996 | Tendre piège                                  |                                        | Marianne                |                       |
| 1996 | Échappée belle                                |                                        | Céline                  |                       |
| 1994 | Consentement mutuel                           | pt: Consentimento Mútuo                | Judith                  |                       |
| 1994 | Oublie-moi                                    |                                        | Christelle              |                       |
| 1994 | Les cinq dernières minutes                    |                                        | Marie                   | (série)               |
| 1994 | Les patriotes                                 |                                        | Rachel                  |                       |
| 1994 | Le garçon qui ne dormait pas                  |                                        | Yolande                 |                       |
| 1994 | Les enfants du faubourg                       |                                        | Élodie                  |                       |
| 1994 | À Clara                                       |                                        |                         |                       |
| 1993 | Sauve-toi                                     |                                        | 2ª farmacêutica         |                       |
| 1992 | La sentinelle                                 |                                        | Claude                  |                       |
| 1991 | La vie des morts                              |                                        | Laurence O'Madden Burke |                       |
| 1990 | Embrasse-moi                                  |                                        |                         |                       |
| 1989 | Dis-moi oui, dis-moi non                      |                                        |                         |                       |
| 1987 | La pension                                    |                                        |                         |                       |
| 1986 | On a volé Charlie Spencer!                    |                                        | mulher no hotel         |                       |